# 극한탈출 ADV 착한 사람 사망입니다
《극한탈출 ADV 착한 사람 사망입니다》는 춘소프트가 개발한 2012년 비주얼 노블 어드벤처 게임이다. 《극한탈출》 시리즈 두 번째 작품으로, 닌텐도 3DS와 플레이스테이션 비타로 개발됐다. 영어판 제목은 《미덕의 마지막 보상》이다.
전작 《극한탈출 9시간 9명 9의 문》과 마찬가지로 납치된 9명의 사람들이 죽음의 놀이 '노너리 게임'을 하는 것으로 이야기가 진행된다. 게임플레이 또한 퍼즐을 해독하고 방탈출을 하는 '탈출', 비주얼 노블을 읽으면서 이야기의 선택지를 골라 결말을 바꾸는 '노블' 두 가지로 나뉜다. 게임상에서 순서도를 지원하며, 플레이어는 원하는 대로 이전에 플레이한 부분을 다시 하거나 다른 선택지를 골라 이야기의 흐름을 바꿀 수 있다.
《극한탈출 ADV》는 전작의 성공, 특히 북미 지역에서의 호응에 힘입어 개발이 시작됐다. 디렉터 우치코시 코타로가 시나리오를 작성했으며, 현지화는 아크시스 게임스와 라이징 스타 게임스가 담당했다.
《극한탈출 ADV》에 대한 평가는 대체적으로 호응적이었으며, 게임 내 이야기와 등장인물들은 긍정적인 평가를 받았으나 '탈출' 구간 게임플레이는 복합적인 반응을 얻었다. 2016년, 후속작이자 《극한탈출》 시리즈의 마지막 작품 《제로 이스케이프: 시간의 딜레마》가 출시됐다. 2017년, 고해상도 그래픽과 목소리 연기를 추가하고 전작과 같이 수록한 합본 《제로 이스케이프: 더 노너리 게임스》가 플레이스테이션 4, 플레이스테이션 비타 및 마이크로소프트 윈도우로 출시됐다. 2022년, 엑스박스 원 이식판이 발매됐다.

## 평가
《극한탈출 ADV 착한 사람 사망입니다》는 리뷰 애그리게이터 웹사이트 메타크리틱에서 100점 만점에 닌텐도 3DS판이 88점, 플레이스테이션 비타판이 84점을 받아 "대체적으로 긍정적인 평가"를 기록했다.

## 참조

### 내용주
1. ↑  닌텐도 DS판 북미 지역 배급, 《더 노너리 게임스》 유럽 지역 배급
2. ↑  2017년 리마스터판 《더 노너리 게임스》 배급담당
3. ↑  일본어: 極限脱出ADV 善人シボウデス
4. ↑  영어: Virtue's Last Reward
5. ↑  영어: Zero Escape: The Nonary Games